# Koko Head

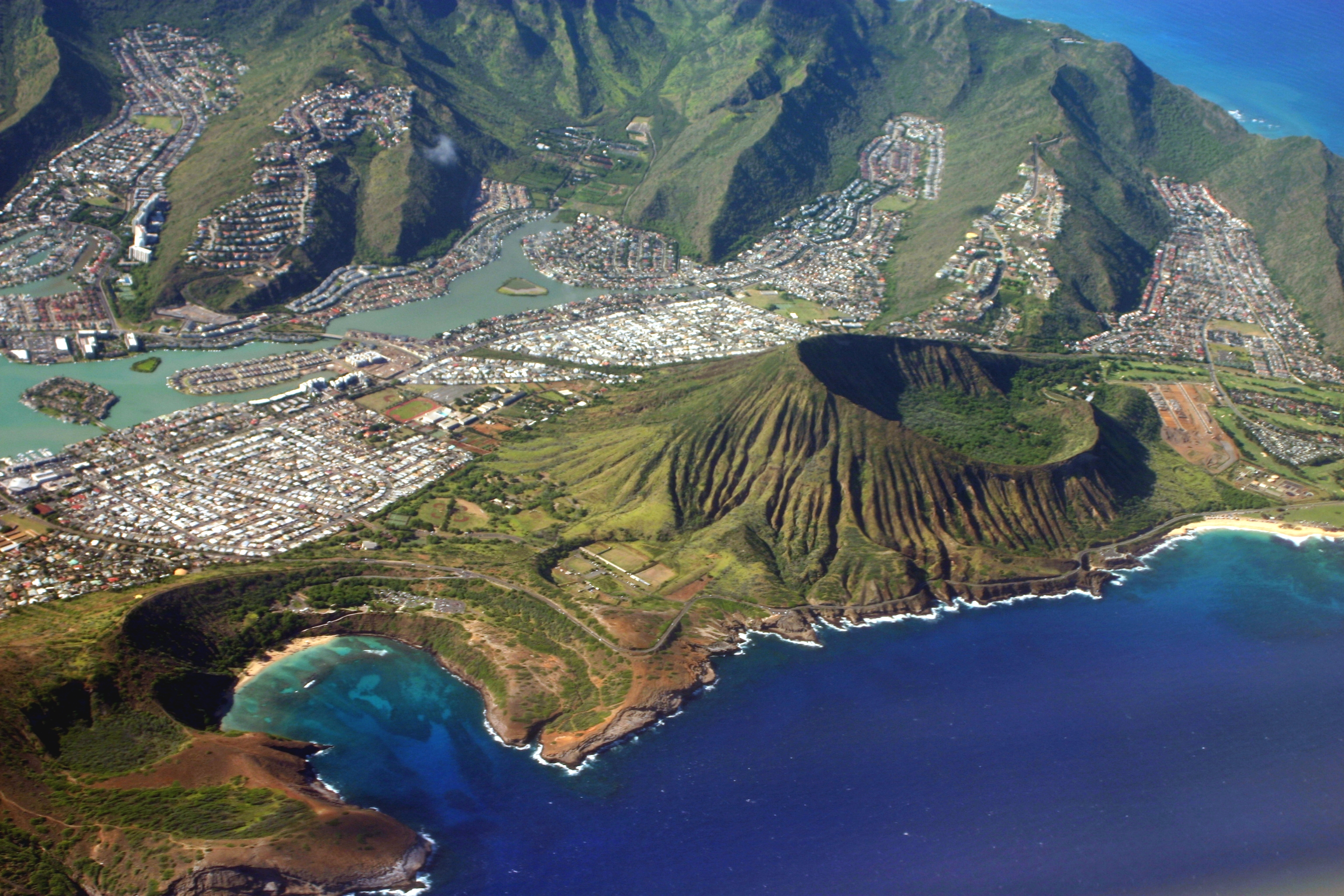
Cráter Koko, Bahía de Hanauma y Hawaii Kai

Koko Head es el promontorio que define el lado este de la bahía de Maunalua a lo largo del lado sudeste de la isla de Oahu en Hawái. En su ladera occidental, está la comunidad de Portlock, una parte de Hawaii Kai. Koko Head (a 196 m) es un antiguo cono de toba volcánica que se ve algo empequeñecido por su cono de toba vecino, el cráter Koko, con su pico, Kohelepelepe (o Pu'u Mai) ascendiendo a 368 m. Koko Head tiene tres depresiones significativas o respiraderos antiguos, el más grande forma la conocida bahía de Hanauma.
El extremo este de Oahu es muy pintoresco y la mayor parte de la zona es parte del Parque Regional Koko Head, administrado por la Ciudad y Condado de Honolulu. Las siguientes características y áreas naturales se encuentran entre Koko Head y el extremo este de la isla en Makapuʻu

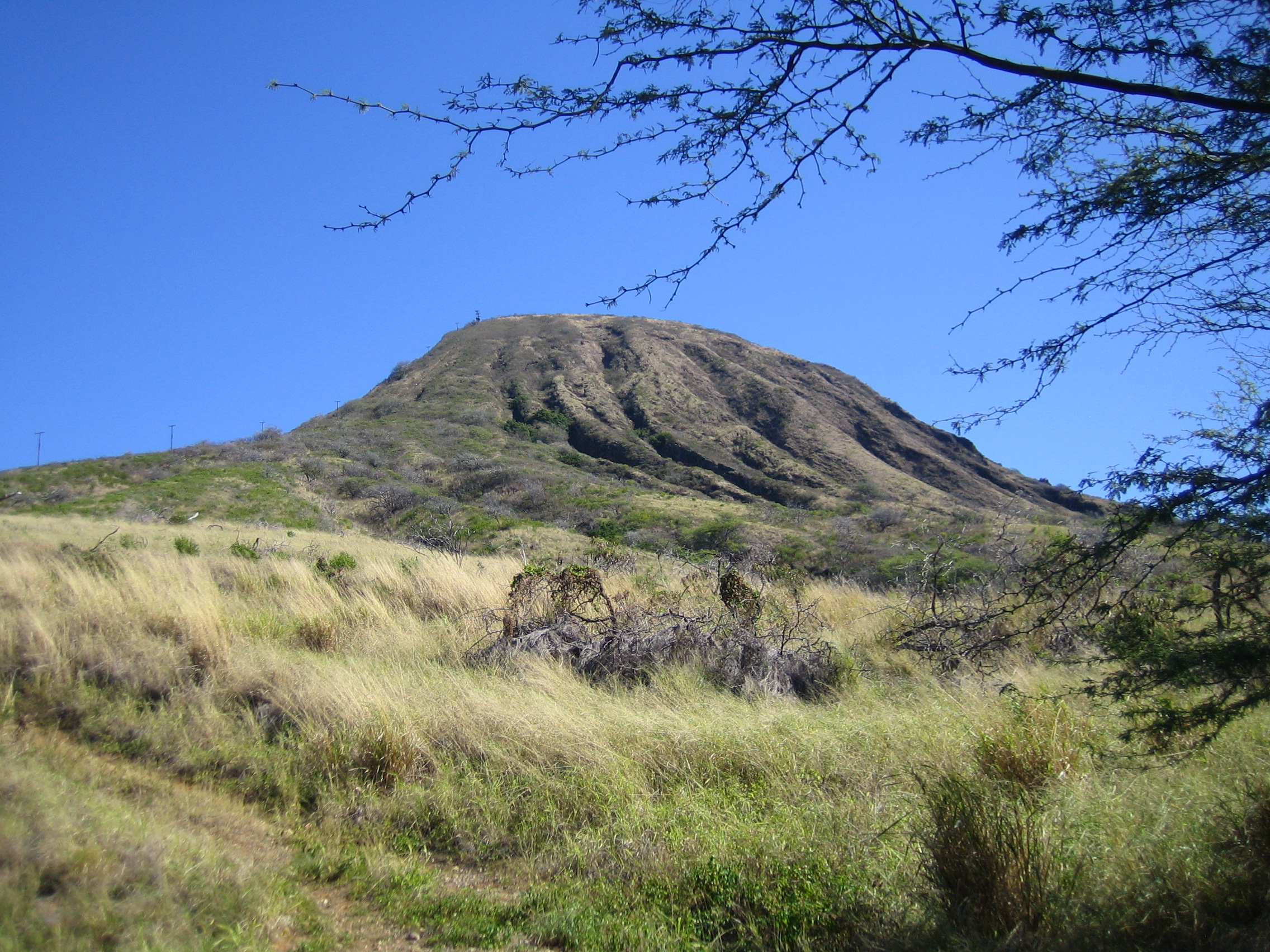
Cráter Koko desde base de la ruta del antiguo ferrocarril

- El Cráter Koko es un masivo cono de cenizas que domina visualmente la zona. Dentro del cráter hay establos de caballos y el Jardín Botánico del Cráter Koko, especializado en cactus y suculentas.
- Bahía de Hanauma es un anillo de toba volcánica bañado por el océano.
- Mirador Lānaʻi es un pintoresco mirador que se caracteriza por una vista muy distante de la isla de  Lānaʻi al sudeste de Oʻahu. Molokaʻi, directamente a través del Canal Kaiwi, está cerca y casi siempre es visible durante el día; Lānaʻi solo es visible bajo buenas condiciones atmosféricas, aunque es visible desde cualquier parte de Oʻahu. Las cenizas de la madre del presidente Barack Obama, Stanley Ann Dunham Cáncer de útero (1995) y sus abuelos Paternos, Stanley Armour Dunham (1992) y Madelyn Payne Dunham (2008) fueron esparcidas aquí.[1]
- El géiser de Hālona es un géiser marítimo en la costa rocosa. La cueva adyacente de Hālona es conocida por ser la escena de amor entre Burt Lancaster y Deborah Kerr en la película De aquí a la eternidad.
- Playa de Sandy es una popular playa para surfear y un parque popular para volar cometas debido a que los vientos alisios son fuertes y constantes la mayor parte de los días. Generalmente, las condiciones marítimas de la playa tienden a ser duras y la parte inferior desaparece rápidamente, por lo que no es una playa para nadar tranquilamente, pero es muy popular para deportes acuáticos extremos y espectadores.

## Galería de fotos

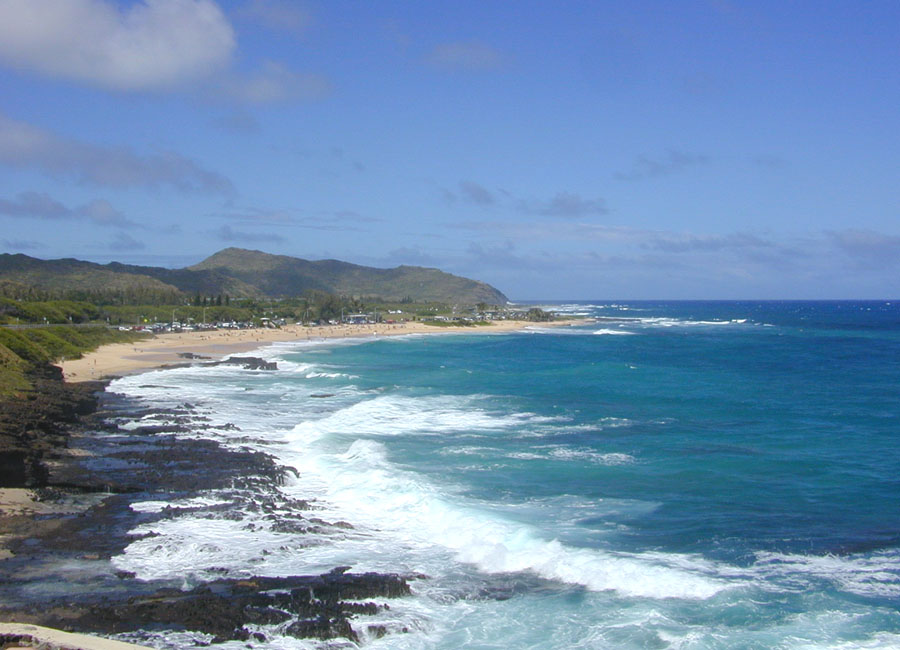
La playa de Sandy desde el mirador de Hālona. La elevación que se encuentra a lo lejos es Makapuʻu Head, el extremo este de Oʻahu
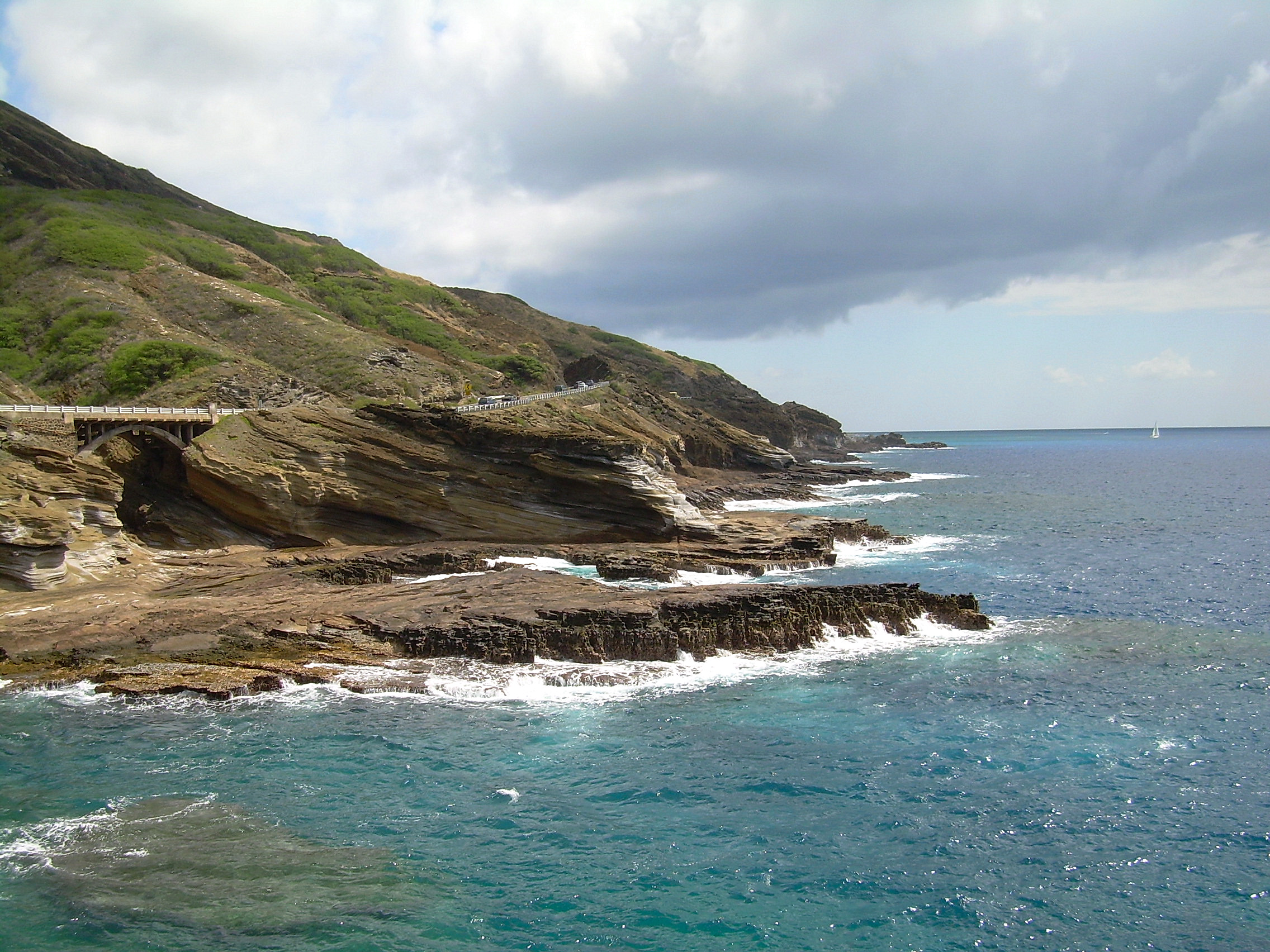
La línea de costa, mirando al sudeste, desde el mirador de Lanaʻi.
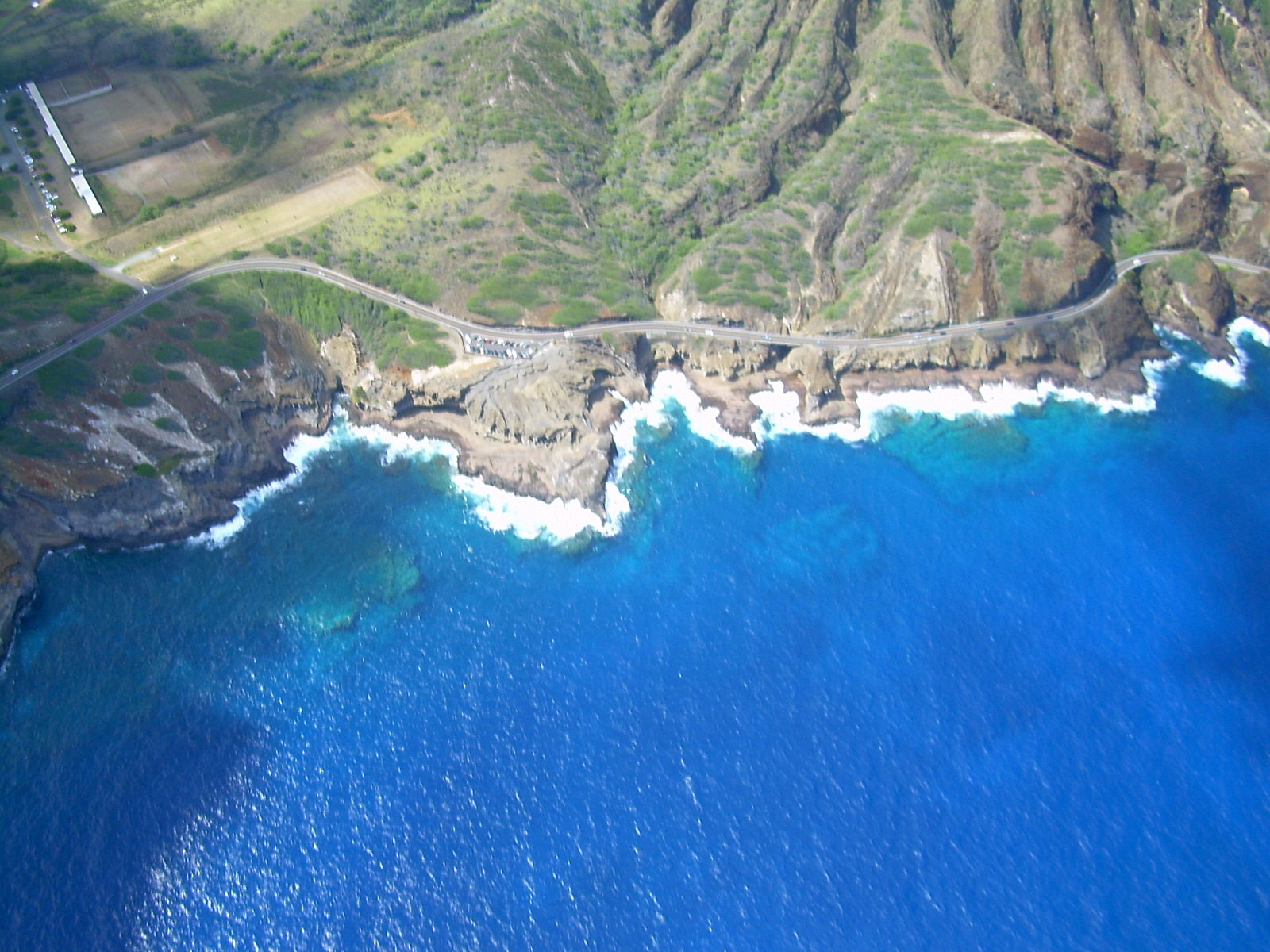
Vista aérea del mirador de Lanaʻi , bajo el Cráter Koko.
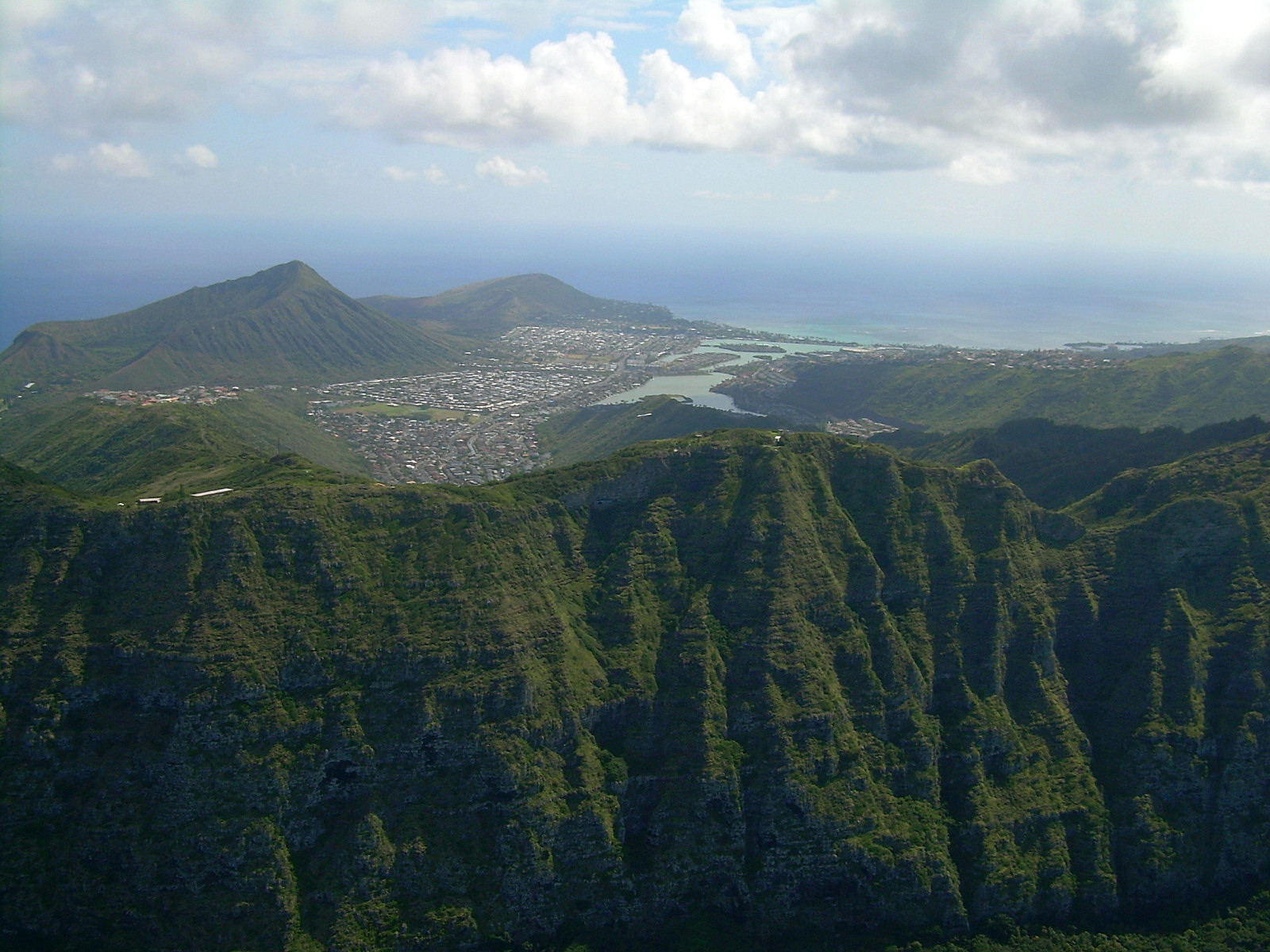
Vista del Cráter Koko (izquierda) sobre la sierra Koʻolau
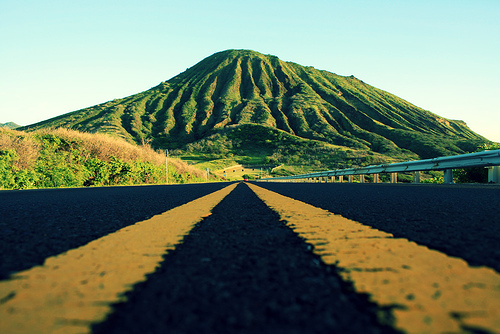
Vista del cráter Koko desde el Kalanianaole Hwy
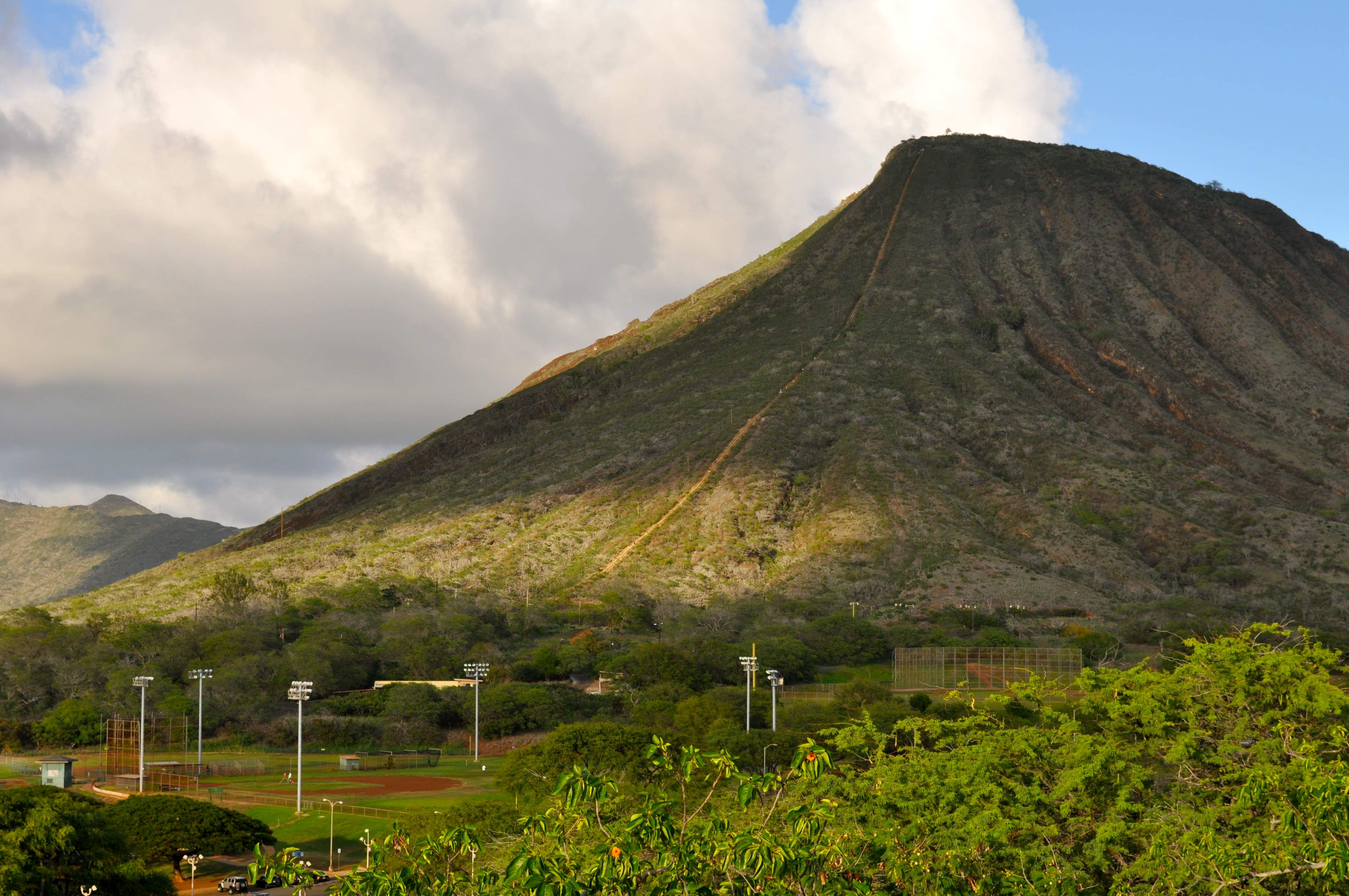
Vista del Cráter Koko desde el e Kalanianaole Hwy. Son visibles las escaleras subiendo la ladera.